# Ferme Paradis la Montjoie de Montferrat
La ferme Paradis la Montjoie de Montferrat est une ferme située dans le département français de la Haute-Loire, sur la commune de Blavozy.

## Historique
Cette ferme a été construite à l'emplacement d'une auberge située sur la route des pèlerins de Saint-Jacques de Compostelle et du Puy. Le logis date du XVIIe siècle, les communs des XVIIIe siècle et XIXe siècle. L'édifice fait l’objet d’une inscription au titre des monuments historiques depuis le 11 novembre 2004.

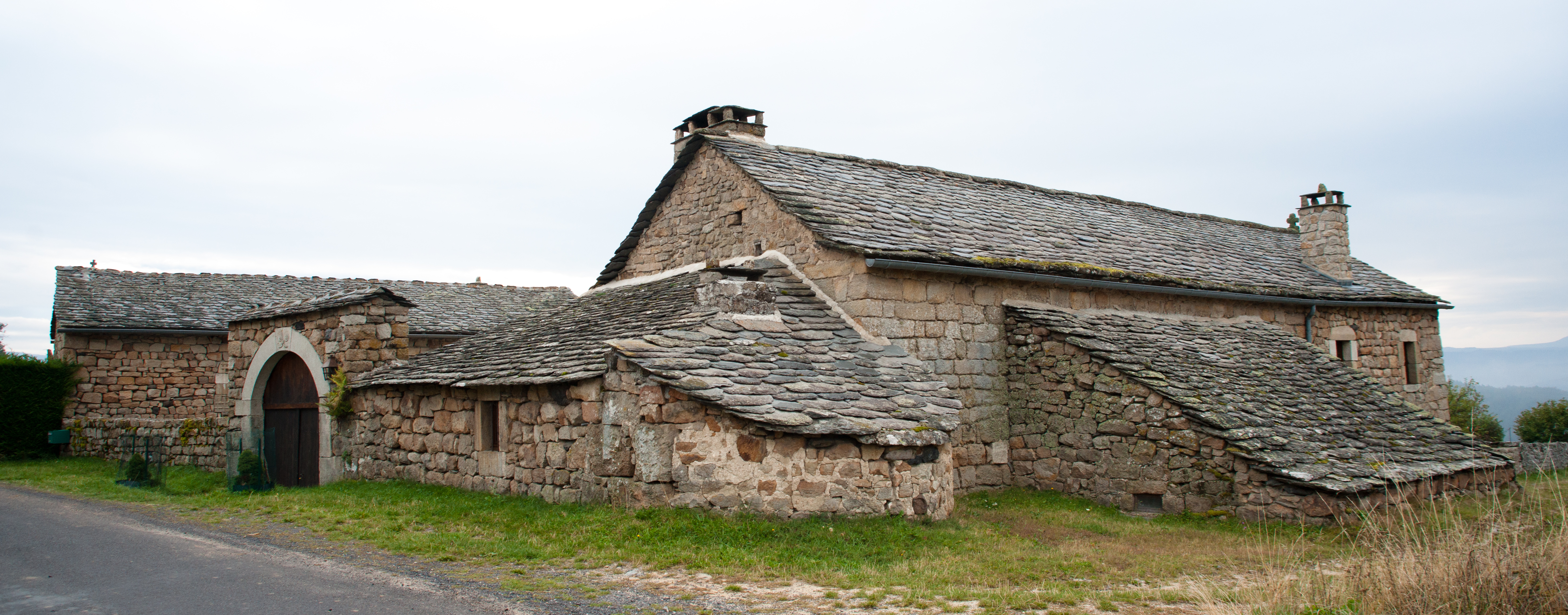
Vue d'ensemble.